# Genovieffa Ravissa
Genovieffa Ravissa, née Vignola en 1745 à Turin et morte le 20 février 1807 à Lausanne, est une cantatrice, claveciniste, pédagogue et compositrice italienne.

## Biographie

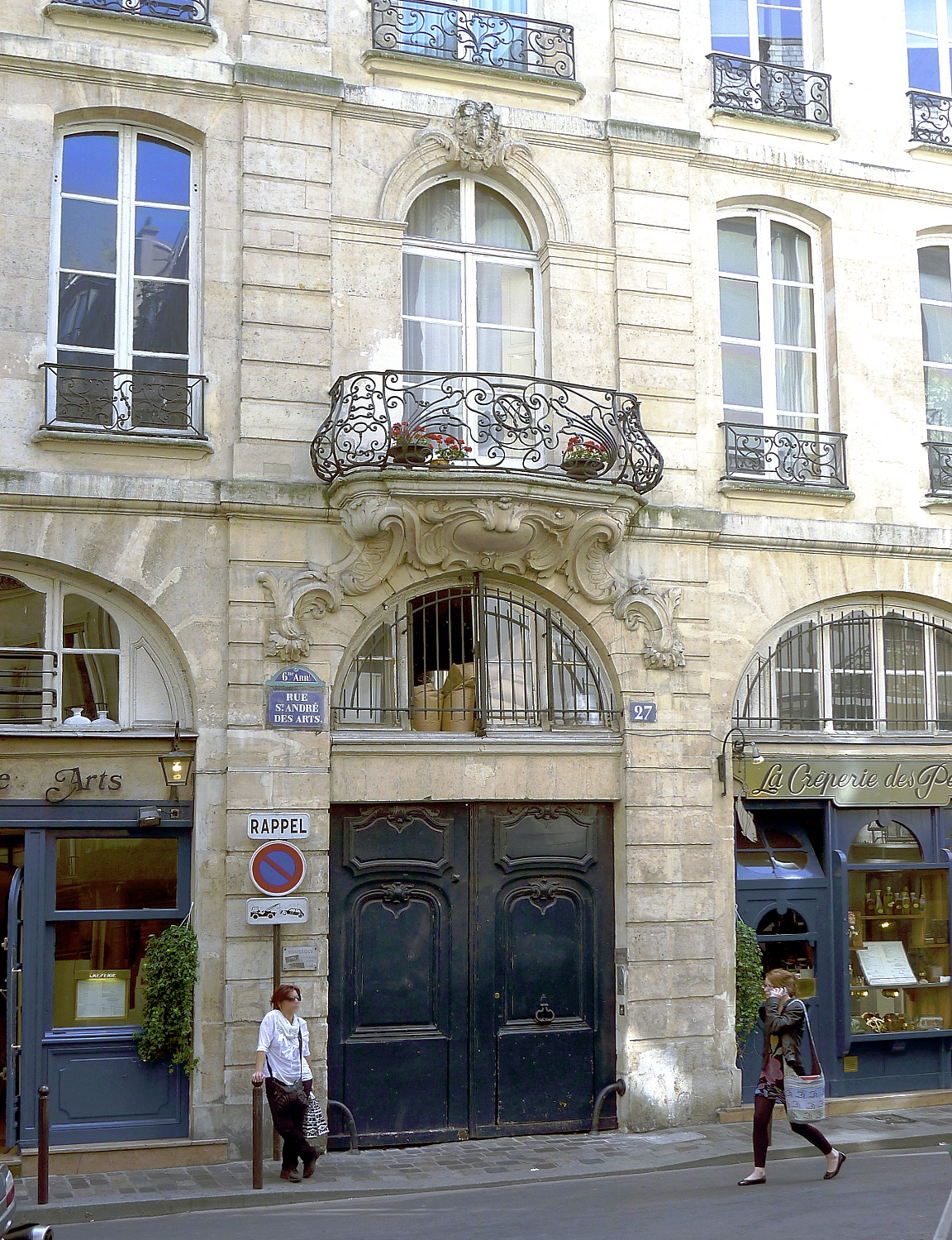
Le n° 27, rue Saint-André-des-Arts (Paris VI), où vécut Genovieffa Ravissa en 1778.

Née à Turin d'un père sans doute artiste, Genovieffa se marie le 14 juillet 1764 à un jeune orfèvre de vingt ans, Christofaro Ravizza. Au moins quatre enfants naissent entre 1768 et 1776 et la famille connaît des difficultés financières jusqu'à ce que leurs biens soit vendus aux enchères en 1777.
En 1778, elle se rend à Paris, accompagnée de son époux. Elle participe à la vie musicale parisienne en donnant notamment le 25 mars 1778 deux arias d'Antonio Sacchini et Pasquale Anfossi au Concert Spirituel.
C'est à Paris qu'elle publie la même année un recueil de Six sonates pour le clavecin ou le fortepiano : elle y est désignée comme Madame Ravissa, « Maîtresse de Clavecin et de Chant italien ». En 1778, son œuvre est décrite dans l'Almanach Musical comme « transitions (i. e. modulations) hardies que les Italiens aiment et que nos timides compositeurs n'osent pas se permettre ». Et l'auteur d'ajouter : « Le caractère & l’honnêteté de Madame Ravissa, ses talens & le succès des leçons qu’elle donne depuis quelques mois dans cette Capitale, font désirer à tous ceux qui la connaissent qu’il soit possible de l’y fixer ».
Un seul exemplaire en a été conservé dans la collection de l'empereur François Ier d'Autriche, sans qu'on explique le chemin qu'a suivi cette musique dans les archives de l'empereur. On ignore aussi la date d'entrée du document. En 1933, ce document imprimé fut retrouvé dans les archives du Musikverein (Ensemble musical) de Styrie par le musicologue Ernst Fritz Schmid. Depuis 1936, il est conservé à la Bibliothèque nationale d'Autriche (Österreichische Nationalbibliothek) à Vienne (Ms. 27.349).
Elle retourne à Paris apparemment régulièrement jusqu'en 1785, comme en témoignent les Tablettes de Renommée des Musiciens...,.

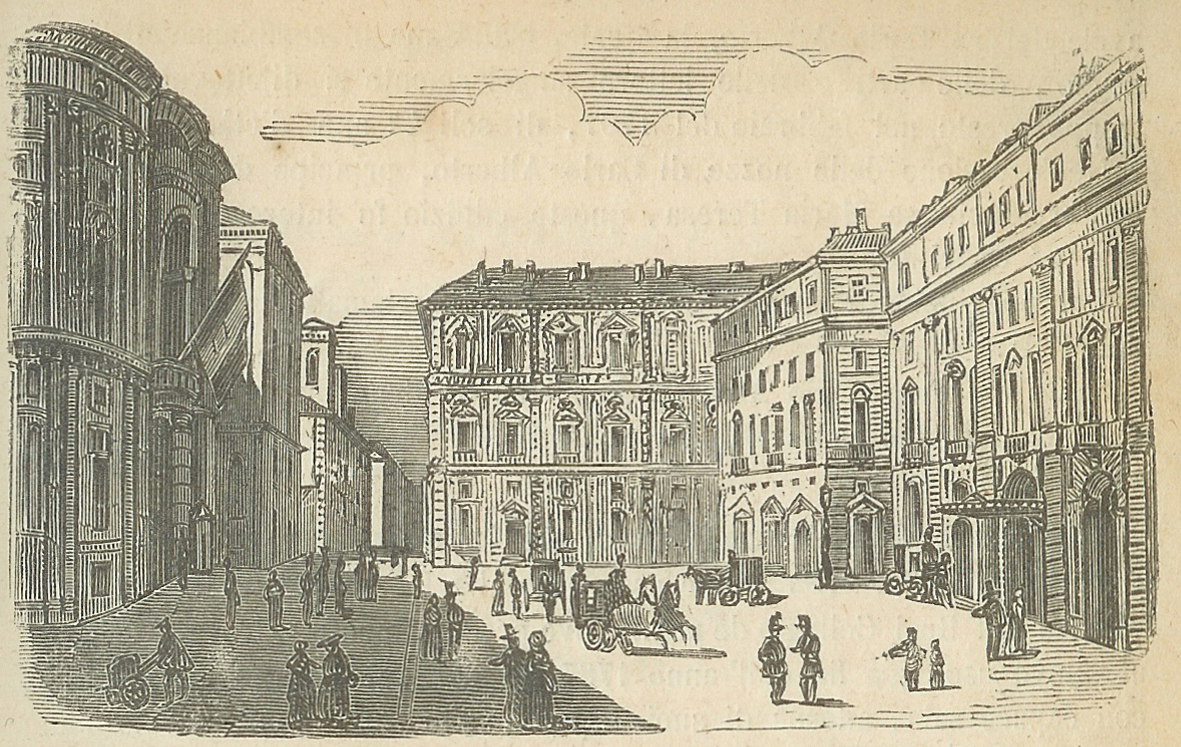
La place Carignano à Turin. À droite le Teatro Carignano – gravure de 1852

Début de 1780, le couple se trouve à Turin. En juin, la musicienne donne un concert de clavecin au Teatro Carignano. Christofaro et Genovieffa divorcent avant la fin de l'année et dès novembre, elle réside à Neuchâtel, donnant des leçons de musique – au moins vingt-deux par mois. Lors de la saison 1781–1782 elle est claveciniste dans l'orchestre municipal. Elle quitte Neuchâtel en 1792, emportant avec elle une lettre de recommandation élogieuse – datée du délivré le 5 mai 1792 – qui indique sa destination : Madrid. Elle fut peut-être poussée au départ par le début de la première guerre de coalition (1792–93). Néanmoins, on la retrouve à Lausanne en 1793, accompagnée de son fils François (né en 1770). Comme avant, elle y enseigne la musique dans les meilleures maisons et ses tolérances sont reconduites tous les quatre ans signe de son succès comme maîtresse de musique.
Elle meurt le 20 février 1807 et est enterrée deux jours plus tard au cimetière Saint-Laurent de Lausanne, aujourd'hui disparu.

## Œuvre

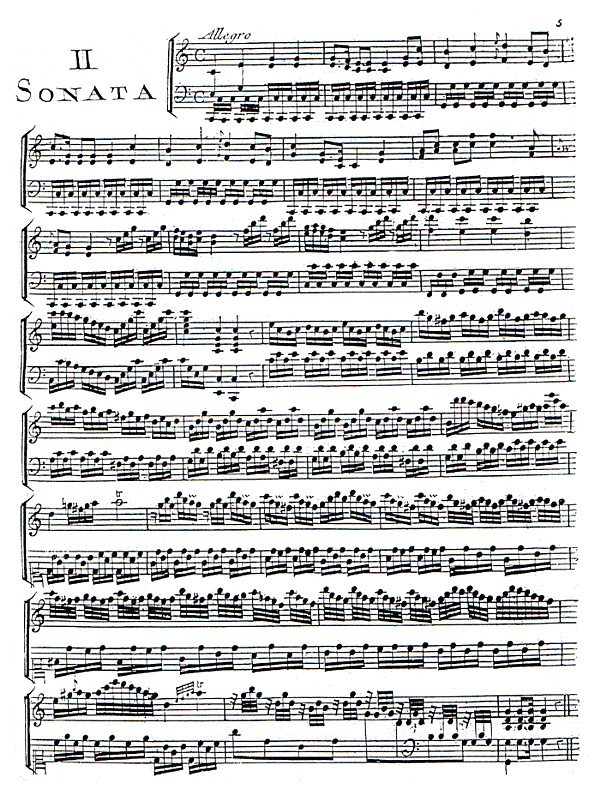
La première page de la Sonate II pour clavecin en sol majeur (Allegro) de Genovieffa Ravissa (pub. Paris 1778).

- Six sonates pour le clavecin ou le forte piano, œuvre 1
  - Sonate no 1 en fa/la majeur (Andante comodo, Allegro moderato)
  - Sonate no 2 en sol majeur (Allegro, Allegro con brio)
  - Sonate no 3 en mi bémol majeur (Largo cantabile, Andante)
  - Sonate no 4 en sol majeur (Allegro)
  - Sonate no 5 en si bémol majeur (Andante)
  - Sonate no 6 en ré majeur (Variationes, Allegro comodo)

Le titre complet est Six Sonates pour le Clavecin ou le Forte Piano par Mme Ravissa de Turin, Maîtresse de Clavecin et de Chant Italien, Œuvre I. Suivent les indications ci-après : À Paris au Bureau du Journal de Musique, Rue Montmartre vis-à-vis celle des Vieux Augustins et chez l'auteur, Rue St André des Arts vis-à-vis la rue Gillecœur, Maison de M. Milon.
- Trois Sonates pour le Forte-Piano avec Accompagnement du Violon ad libitum[3]
Elles ont été découvertes en 2003 à la Bibliothèque nationale de France, MS D.11743, et portent le nom de Madame Vignola. Claudia Schweitzer précise qu'elles ont été composées pendant la période révolutionnaire et sont plutôt destinées au piano-forte, tel que le titre le précise[4].

## Discographie
- Ravissa, Six Sonatas pour le clavecin op. 1 - Claudia Schweitzer, clavecin (juillet 2002 - Musicaphon M56865) (OCLC 767875518)

### Éditions modernes
- Six Sonates pour le Clavecin op. 1. Deux volumes, Furore Verlag (OCLC 680203465).  Édition de Claudia Schweitzer.
- Trois Sonates pour le Forte-Piano avec Accompagnement du Violon ad libitum, Libera Musicale Italiana, Corona di delizie musicali 7 (2005) (OCLC 755420564). Édition de Claudia Schweitzer.